# Municipio de Pulaski (Míchigan)
El municipio de Pulaski (en inglés: Pulaski Township) es un municipio ubicado en el condado de Jackson en el estado estadounidense de Míchigan. En el año 2010 tenía una población de 2075 habitantes y una densidad poblacional de 21,84 personas por km².

## Geografía
El municipio de Pulaski se encuentra ubicado en las coordenadas 42°7′14″N 84°39′27″O / 42.12056, -84.65750. Según la Oficina del Censo de los Estados Unidos, el municipio tiene una superficie total de 95 km², de la cual 93,72 km² corresponden a tierra firme y (1,34 %) 1,28 km² es agua.

## Demografía
Según el censo de 2010, había 2075 personas residiendo en el municipio de Pulaski. La densidad de población era de 21,84 hab./km². De los 2075 habitantes, el municipio de Pulaski estaba compuesto por el 96,14 % blancos, el 1,3 % eran afroamericanos, el 0,14 % eran amerindios, el 0,14 % eran asiáticos, el 0,87 % eran de otras razas y el 1,4 % eran de una mezcla de razas. Del total de la población el 1,88 % eran hispanos o latinos de cualquier raza.